# OS X Mavericks
Pour les articles homonymes, voir Mavericks (homonymie).
OS X Mavericks (version 10.9) est la dixième version majeure du système d'exploitation OS X, utilisé par les Macintosh d'Apple. Il a été présenté pour la première fois le 10 juin 2013 lors de la WWDC 2013 et lancé le 22 octobre 2013. Apple offre une mise à jour gratuite sur le Mac App Store (une première pour Apple qui a toujours eu des lancements de systèmes d'exploitation payants).
Cette version marque le début d'un changement du schéma traditionnel du nom attribué à OS X, généralement tiré des grands félins, pour des noms basés sur des lieux en Californie, Mavericks étant un site de surf.

## Prérequis système
Dans sa version bêta, OS X Mavericks est compatible avec tous les Mac sur lesquels fonctionne OS X Mountain Lion :
- iMac (mi/fin 2007 ou plus récent) ;
- Macbook (13 pouces fin 2008 ou plus récent) ;
- Macbook Pro (13 pouces mi-2009), (15 pouces, mi/fin 2007 ou plus récent), (17 pouces, fin 2007 ou plus récent) ;
- MacBook Air (fin 2008 ou plus récent) ;
- Mac mini (début 2009 ou plus récent) ;
- Mac Pro (début 2008 ou plus récent) ;
- Xserve (début 2009).

## Nouveautés majeures
Apple annonce plus de 200 nouvelles fonctionnalités.
- Meilleure gestion du mode multi-écran.
- Finder : navigation par onglets, attribution de mots-clés aux fichiers, support du plein écran.
- iCloud Keychain : gestionnaire de mots de passe destiné à synchroniser les données personnelles (mots de passe, réseaux Wi-Fi…) via iCloud.
- Nouvelles applications : iBooks et Plans (déjà disponibles sur iOS).
- Safari : interface renouvelée (Top Sites, lecteur), intégration d'iCloud Keychain.
- Calendrier : nouvel inspecteur, suggestions d'adresses.
- Amélioration des notifications : affichage sur l'écran de verrouillage, possibilité de répondre directement depuis une bannière.
- Intégration d'OpenGL 4.
- App Nap : les applications masquées sont ralenties pour consommer moins d'énergie.
- Mémoire compressée : un système qui compresse automatiquement les données des applications inactives lorsque la mémoire vive arrive à saturation.
- Contacts, Notes, Calendrier : interface plus plate (sans la texture cuir pour Calendrier, l'apparence livre pour Contacts, etc.).
- Contacts, Calendrier : synchronisation locale retirée, désormais il faut utiliser iCloud.

## Versions Bêta (Développement)
|  | Obsolète |  | Discontinué |  | Version Courante |  | Version Bêta |  | Version Future |

| OS X No de version | Build   | Date              | Note                          |
| ------------------ | ------- | ----------------- | ----------------------------- |
| 10.9.0             | 13A476u | 10 juin 2013      | - Bêta 1 (Developer Preview). |
| 10.9.0             | 13A497d | 26 juin 2013      | - Bêta 2 (Developer Preview). |
| 10.9.0             | 13A510d | 8 juillet 2013    | - Bêta 3 (Developer Preview). |
| 10.9.0             | 13A524d | 22 juillet 2013   | - Bêta 4 (Developer Preview). |
| 10.9.0             | 13A538g | 7 août 2013       | - Bêta 5 (Developer Preview). |
| 10.9.0             | 13A558  | 22 août 2013      | - Bêta 6 (Developer Preview). |
| 10.9.0             | 13A569  | 3 septembre 2013  | - Bêta 7 (Developer Preview). |
| 10.9.0             | 13A584  | 16 septembre 2013 | - Bêta 8 (Developer Preview). |
| 10.9.0             | 13A598  | 3 octobre 2013    | - GM (Golden Master).         |
| 10.9.0             | 13A603  | 20 octobre 2013   | - GM 2 (Golden Master).       |
| 10.9.1             | 13B27   | 15 novembre 2013  | - Bêta 1 (Developer Preview). |
| 10.9.1             | 13B35   | 21 novembre 2013  | - Bêta 2 (Developer Preview). |

## Versions stables
|  | Obsolète |  | Discontinué |  | Version Courante |  | Version Bêta |  | Version Future |

| OS X No de version | Build  | Date              | Note |
| ------------------ | ------ | ----------------- | --- |
| 10.9.0             | 13A603 | 22 octobre 2013   | - Première version stable. Disponible sur le Mac App Store. |
| 10.9.1             | 13B42  | 16 décembre 2013  | - Première version mineure. Principalement des corrections autour de Mail. |
| 10.9.2             | 13C64  | 25 février 2014   | - Plusieurs corrections, entre autres dans SSL. |
| 10.9.3             | 13D65  | 15 mai 2014       | - Meilleure prise en charge du format d'écran 4K. - Améliorations au niveau de la stabilité, de la compatibilité et du niveau de sécurité.                                              |
| 10.9.4             | 13E28  | 30 juin 2014      | - Inclut Safari 7.0.5 - Corrige un problème empêchant certains Mac de se connecter automatiquement à des réseaux wifi connus - Améliore la fiabilité du réveil après une mise en veille |
| 10.9.5             | 13F34  | 17 septembre 2014 | - Inclut Safari 7.1 |